# A Street Waif's Christmas
A Street Waif's Christmas è un cortometraggio muto del 1908 diretto da Edwin S. Porter. Interpretato da Gladys Hulette, il film fu prodotto dalla Edison Manufacturing Company che lo distribuì sul mercato USA nel dicembre 1908.

## Trama
Ronald, un bambino zoppo, viene salvato da Marie, una trovatella. I due bambini diventano amici e lui regala alla ragazzina il proprio giocattolo prima di lasciarla per tornare a casa, da suo padre. Il piccolo scrive a Babbo Natale chiedendo come regalo una sorellina. Marie, girovagando per le strade, si perde nella neve, addormentandosi. Sogna che Babbo Natale la accoglie nel paese dei balocchi. Poi Marie si sveglia, trovandosi in un bel letto caldo in casa di Ronald, il cui padre l'ha trovata nella neve. Ronald è felice di averla di nuovo vicino e suo padre, scoprendo che Marie non ha nessuno, decide di adottarla.

## Produzione
Il film fu prodotto dalla Edison Manufacturing Company.

## Distribuzione
Distribuito dalla Edison Manufacturing Company, il film - un cortometraggio in una bobina - uscì nelle sale cinematografiche degli Stati Uniti il 18 dicembre 1908.